# 1924 год
1924 (ты́сяча девятьсо́т два́дцать четвёртый) год  по григорианскому календарю — високосный год, начинающийся во вторник. Это 1924 год нашей эры, 4‑й год 3‑го десятилетия XX века 2‑го тысячелетия, 5‑й год 1920‑х годов. Он закончился 101 год назад.
| Пн | Вт | Ср | Чт | Пт | Сб | Вс |
|    | 1  | 2  | 3  | 4  | 5  | 6  |
| 7  | 8  | 9  | 10 | 11 | 12 | 13 |
| 14 | 15 | 16 | 17 | 18 | 19 | 20 |
| 21 | 22 | 23 | 24 | 25 | 26 | 27 |
| 28 | 29 | 30 | 31 |    |    |    |

| Пн | Вт | Ср | Чт | Пт | Сб | Вс |
|    |    |    |    | 1  | 2  | 3  |
| 4  | 5  | 6  | 7  | 8  | 9  | 10 |
| 11 | 12 | 13 | 14 | 15 | 16 | 17 |
| 18 | 19 | 20 | 21 | 22 | 23 | 24 |
| 25 | 26 | 27 | 28 | 29 |    |    |

| Пн | Вт | Ср | Чт | Пт | Сб | Вс |
|    |    |    |    |    | 1  | 2  |
| 3  | 4  | 5  | 6  | 7  | 8  | 9  |
| 10 | 11 | 12 | 13 | 14 | 15 | 16 |
| 17 | 18 | 19 | 20 | 21 | 22 | 23 |
| 24 | 25 | 26 | 27 | 28 | 29 | 30 |
| 31 |    |    |    |    |    |    |

| Пн | Вт | Ср | Чт | Пт | Сб | Вс |
|    | 1  | 2  | 3  | 4  | 5  | 6  |
| 7  | 8  | 9  | 10 | 11 | 12 | 13 |
| 14 | 15 | 16 | 17 | 18 | 19 | 20 |
| 21 | 22 | 23 | 24 | 25 | 26 | 27 |
| 28 | 29 | 30 |    |    |    |    |

| Пн | Вт | Ср | Чт | Пт | Сб | Вс |
|    |    |    | 1  | 2  | 3  | 4  |
| 5  | 6  | 7  | 8  | 9  | 10 | 11 |
| 12 | 13 | 14 | 15 | 16 | 17 | 18 |
| 19 | 20 | 21 | 22 | 23 | 24 | 25 |
| 26 | 27 | 28 | 29 | 30 | 31 |    |

| Пн | Вт | Ср | Чт | Пт | Сб | Вс |
|    |    |    |    |    |    | 1  |
| 2  | 3  | 4  | 5  | 6  | 7  | 8  |
| 9  | 10 | 11 | 12 | 13 | 14 | 15 |
| 16 | 17 | 18 | 19 | 20 | 21 | 22 |
| 23 | 24 | 25 | 26 | 27 | 28 | 29 |
| 30 |    |    |    |    |    |    |

| Пн | Вт | Ср | Чт | Пт | Сб | Вс |
|    | 1  | 2  | 3  | 4  | 5  | 6  |
| 7  | 8  | 9  | 10 | 11 | 12 | 13 |
| 14 | 15 | 16 | 17 | 18 | 19 | 20 |
| 21 | 22 | 23 | 24 | 25 | 26 | 27 |
| 28 | 29 | 30 | 31 |    |    |    |

| Пн | Вт | Ср | Чт | Пт | Сб | Вс |
|    |    |    |    | 1  | 2  | 3  |
| 4  | 5  | 6  | 7  | 8  | 9  | 10 |
| 11 | 12 | 13 | 14 | 15 | 16 | 17 |
| 18 | 19 | 20 | 21 | 22 | 23 | 24 |
| 25 | 26 | 27 | 28 | 29 | 30 | 31 |

| Пн | Вт | Ср | Чт | Пт | Сб | Вс |
| 1  | 2  | 3  | 4  | 5  | 6  | 7  |
| 8  | 9  | 10 | 11 | 12 | 13 | 14 |
| 15 | 16 | 17 | 18 | 19 | 20 | 21 |
| 22 | 23 | 24 | 25 | 26 | 27 | 28 |
| 29 | 30 |    |    |    |    |    |

| Пн | Вт | Ср | Чт | Пт | Сб | Вс |
|    |    | 1  | 2  | 3  | 4  | 5  |
| 6  | 7  | 8  | 9  | 10 | 11 | 12 |
| 13 | 14 | 15 | 16 | 17 | 18 | 19 |
| 20 | 21 | 22 | 23 | 24 | 25 | 26 |
| 27 | 28 | 29 | 30 | 31 |    |    |

| Пн | Вт | Ср | Чт | Пт | Сб | Вс |
|    |    |    |    |    | 1  | 2  |
| 3  | 4  | 5  | 6  | 7  | 8  | 9  |
| 10 | 11 | 12 | 13 | 14 | 15 | 16 |
| 17 | 18 | 19 | 20 | 21 | 22 | 23 |
| 24 | 25 | 26 | 27 | 28 | 29 | 30 |

| Пн | Вт | Ср | Чт | Пт | Сб | Вс |
| 1  | 2  | 3  | 4  | 5  | 6  | 7  |
| 8  | 9  | 10 | 11 | 12 | 13 | 14 |
| 15 | 16 | 17 | 18 | 19 | 20 | 21 |
| 22 | 23 | 24 | 25 | 26 | 27 | 28 |
| 29 | 30 | 31 |    |    |    |    |

## События

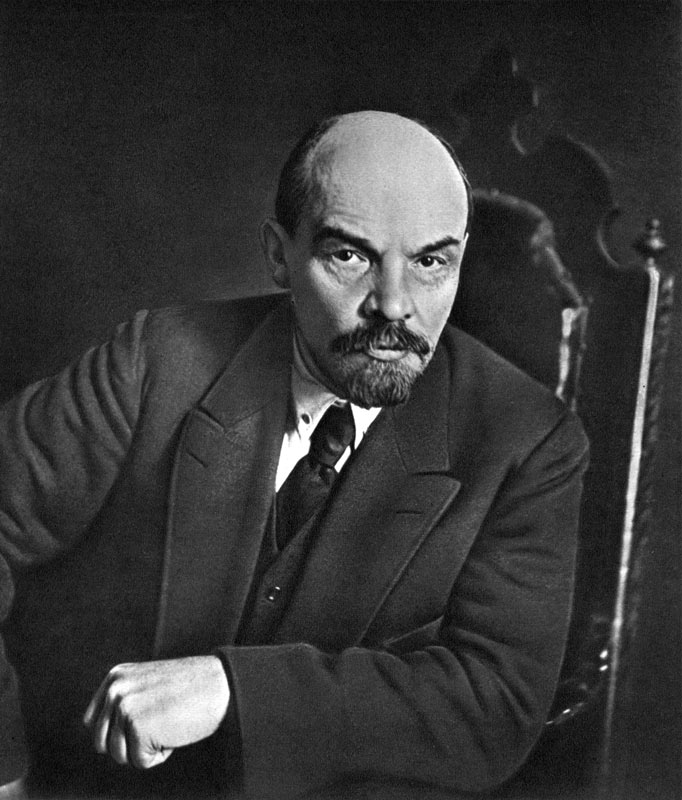
Лидер РКП (б) Владимир Ильич Ленин

- В январе решением ЦК РКСМ был основан журнал «Смена» как «двухнедельный журнал рабочей молодёжи».
- 1 января — в Москве начат выпуск газеты «Красная звезда»[1].
- 10 января — Британская подводная лодка L-34 затонула в Британском канале (Ла-Манш) — 43 человека погибло.
- 12 января — на парламентских выборах в Королевстве Египте победила партия Вафд.
- 21 января — Скончался «вождь мирового пролетариата» и главный идеолог большевиков, Председатель Совета народных комиссаров СССР Владимир Ильич Ленин[2].
- 22 января — Джеймс Рамсей Макдональд стал первым премьер-министром — членом Лейбористской партии Великобритании.
- 25 января — открытие зимних Олимпийских игр в Шамони (Франция, Альпы).
- 26 января
  - Петроград переименован в Ленинград[3].
  - В Москве открылся Второй съезд Советов СССР[4].
  - Премьер-министром Египта стал лидер победившей на выборах партии Вафд Саад Заглул.
- 27 января — В. И. Ленин захоронен в Мавзолее, на Красной Площади[5].
- 29 января — В Москве открылся трёхдневный пленум ЦК РКП(б), который принял решение о Ленинском призыве в партию[6].
- 30 января — вечером возобновил работу Второй съезд Советов СССР, прервавший свою работу 27 января в связи с похоронами В. И. Ленина[4].
- 31 января — II съезд Советов СССР утвердил первую Конституцию СССР[4].
- 1 февраля — Великобритания признала СССР.
- 5 февраля — в связи с волной стихийных переименований Президиум ЦИК СССР принял постановление «О воспрещении переименований именем В. И. Ульянова-Ленина без предварительного разрешения Президиума ЦИК СССР»[7]
- 7 февраля — итальянское правительство Бенито Муссолини признало СССР[8].
- 9 февраля — образована Нахичеванская АССР в составе Азербайджанской ССР[9].
- 13 февраля — в СССР образована Юго-Восточная область, будущий Северокавказский край[10].
- 15 февраля — в СССР начался Ленинский призыв в РКП(б)[6].
- 25 февраля — пленум Центрального Комитета Бухарской коммунистической партии одобрил инициативу о национальном размежевании в Средней Азии[11].
- 29 февраля — окончательно установлены дипломатические отношения между Австрией и СССР[12].
- 3 марта — Исполнительное бюро ЦК Компартии Хорезма одобрило инициативу о национальном размежевании в Средней Азии[11].
- 10 марта — ЦК Компартии Туркестана одобрил инициативу о национальном размежевании в Средней Азии[11].
- 16 марта — Произошла формальная аннексия города Фиуме Италией. Граница между странами прошла по реке Рьечина. Таким образом, Римский договор отменил действие Рапалльского договора 1920 года.
- 7 апреля — Правительство республики Фиуме не признало договора и продолжало существовать в изгнании, несмотря на то, что международная Лига Наций признала раздел законным 7 апреля 1924 года. Итальянские фашисты торжествовали, хотя их надежды на экономическое процветание города после его воссоединения с Италией не оправдались.
- 1 мая — с завода «Красный путиловец» в Ленинграде выпущен первый трактор советского производства[13].
- 29 мая — опубликовано воззвание патриарха Московского и всея Руси Тихона, в котором он рекомендовал включить в состав епархиальных советов состоявших в группе православного белого духовенства и мирян «Живая Церковь».
- 31 мая — подписано Соглашение об общих принципах для урегулирования вопросов между СССР и Китаем. Между странами установлены дипломатические отношения[14]. Китайско-Восточная железная дорога признана совместным советско-китайским коммерческим предприятием[15].
- 10 июня
  - В Риме похищен и убит фашистами социалист Джакомо Маттеотти. Убийство вызвало выход оппозиционных партий из парламента[8].
  - В ходе восстания в Албании свергнут режим Ахмета Зогу[16].
- 12 июня — Политбюро ЦК РКП(б) приняло постановление О национальном размежевании республик Средней Азии[11].
- 16 июня — в Албании сформировано демократическое правительство епископа Фана Ноли[16].
- 28 июня — Албанская республика установила дипломатические отношения с СССР[16].
- 8 июля — в Москве открылся III Конгресс Профинтерна. Закончился 22 июля[17].
- 12 июля — армия США покинула Доминиканскую республику, оккупированную в 1916 году[18].
- 17 июля — создание хоккейной команды Бостон Брюинз.
- 1 августа — учреждён единый общесоюзный Орден Красного Знамени.
- 31 августа — Потомок рода Романовых великий князь Кирилл Владимирович провозгласил себя "императором Всероссийским в изгнании" под именем "Кирилл I". В свою очередь, его единственный сын Владимир был назначен "титулярным наследником и цесаревичем".
- 15 сентября — вспыхнуло антирумынское Татарбунарское восстание.
- 16 сентября — чрезвычайная сессия ЦИК Туркестанской АССР одобрила план национально-государственного размежевания в Средней Азии[11].
- 19 сентября — 5-й Всебухарский курултай Советов переименовал Бухарскую Народную Советскую Республику в Бухарскую Социалистическую Советскую Республику[11].
- 20 сентября — 5-й Всебухарский курултай Советов одобрил план национально-государственного размежевания в Средней Азии[11].
- 23 сентября — в Ленинграде произошло сильное наводнение, вода в Неве поднялась до отметки 380 см выше ординара[3].
- 12 октября — создана Молдавская Автономная Советская Социалистическая Республика со столицей в городе Балта[19].
- 14 октября — 2-я сессия ВЦИК приняла решение о реорганизации Туркестанской АССР на отдельные автономии. Образованы Таджикская Автономная Советская Социалистическая Республика (Таджикская АССР) и Кара-Киргизская автономная область[11].
- 17 октября — Юго-Восточная область переименована в Северокавказский край[10].
- 27 октября
  - созданы Узбекская Советская Социалистическая Республика и Туркменская Советская Социалистическая Республика. Прекратили своё существование Туркестанская АССР РСФСР, Бухарская Социалистическая Советская Республика и Хорезмская Социалистическая Советская Республика[11].
  - 2-я сессия ВЦИК СССР утвердила национальное размежевание в Средней Азии[11].
- 29 октября — 5-й Хорезмский курултай Советов одобрил план национально-государственного размежевания в Средней Азии[11].
- 30 октября — официально расформирована Русская эскадра после признания правительством Франции Советского правительства.
- 4 ноября — президентские выборы в США. Победу одержал действующий президент Калвин Кулидж, ставший до этого президентом после смерти предыдущего президента Уоррена Гардинга. Первые президентские выборы, на которых могли голосовать индейцы США, так как до этого при Кулидже они получили полноправное американское гражданство.

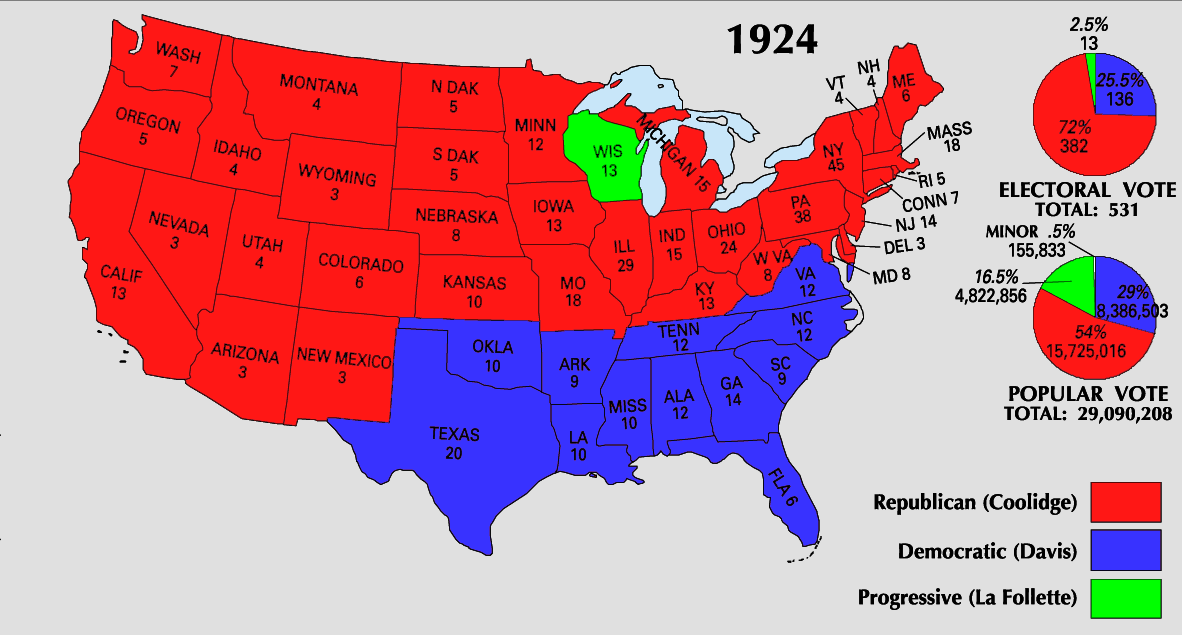
Результаты президентских выборов в США 1924 года

- 7 ноября — в демонстрации на Красной площади в Москве приняли участие 10 первых изготовленных в СССР грузовых автомобилей АМО-Ф-15.
- 8 ноября — в Австрии началась пятидневная забастовка железнодорожников, в которой приняли участие 85 000 человек[12].
- 14 ноября — Екатеринбург переименован в Свердловск.
- 19 ноября — в Каире убит британский генерал-губернатор Судана и командующий армией Египта Ли Стэк[20].
- 22 ноября — Великобритания предъявила Египту ультиматум[20].
- 24 ноября — после того, как британская армия заняла Александрию и напала на египетские войска в Судане, ушло в отставку вафдистское правительство Египта во главе с Саадом Заглулом. Премьер-министром стал Ахмед Зивар[21].
- 26 ноября — 1-й Великий народный хурал Монголии провозгласил Монгольскую Народную Республику и принял её первую конституцию[22].
- 1 декабря — в Эстонии начинается коммунистическое Перводекабрьское восстание.
- 24 декабря — переворот в Албании. В ночь на Рождество сторонники Ахмета Зогу свергли демократическое правительство епископа Фана Ноли[16].

## Родились
См. также: Категория:Родившиеся в 1924 году

### Январь
- 6 января — Шабса Машкауцан, участник Великой Отечественной войны, Герой Советского Союза (ум. 2022).
- 21 января — Бенни Хилл, британский комик (ум. 1992).
- 30 января — Ашот Аракелович Саркисов, советский и российский учёный (ядерная энергетика), академик РАН, вице-адмирал (ум. 2022).
- 31 января — Иван Ильич Кустов, участник Великой Отечественной войны, Герой Советского Союза (ум. 2022).

### Март
- 3 марта — Лиз Ассиа, швейцарская певица, победительница первого конкурса песни Евровидение 1956 (ум. 2018).
- 3 марта — Томиити Мураяма, премьер-министр Японии в 1994—1996.
- 6 марта — Уильям Уэбстер, директор ФБР (1978—1987) и ЦРУ (1987—1991), единственный человек, возглавлявший оба ведомства (ум. 2025).
- 7 марта — Кобо Абэ, японский писатель (ум. 1993).
- 15 марта — Юрий Васильевич Бондарев, русский советский писатель, Герой Социалистического Труда (ум. 2020).
- 22 марта — Осташев, Евгений Ильич, испытатель ракетных и ракетно-космических комплексов, начальник 1-го управления полигона НИИП-5 (Байконур), лауреат Ленинской премии, кандидат технических наук, инженер-подполковник (погиб в 1960 году).

### Апрель
- 3 апреля — Марлон Брандо, американский актёр (ум. 2004).
- 13 апреля — Стэнли Донен, американский кинорежиссёр (Поющие под дождём, Забавная мордашка, Шарада) (ум. 2019).
- 16 апреля — Генри Манчини, американский кинокомпозитор и дирижёр. Получил за свою музыку 4 приза «Оскар» и 20 «Грэмми» («Розовая пантера», «Большая гонка», «Лунная река», и др.) (ум. 1994).
- 20 апреля — Лесли Филлипс, английский актёр (ум. 2022).
- 22 апреля — Анатолий Леонидович Наседкин, народный художник Украины (ум. 1994).
- 28 апреля — Донатас Банионис, советский и литовский актёр (ум. 2014).
- 28 апреля — Кеннет Каунда, первый президент Замбии (1964—1991) (ум. 2021).
- 29 апреля — Зизи Жанмер, французская балерина и певица, жена Ролана Пети (ум. 2020).
- 30 апреля — Джура Якшич, сербский дирижёр, музыкально-общественный деятель и музыкальный критик (ум. 1991).

### Май
- 1 мая — Виктор Астафьев, русский писатель (ум. 2001).
- 1 мая — Грегуар Кайибанда, президент Руанды в 1962—1973 годах (ум. 1976).
- 2 мая — Муравлёв, Алексей Алексеевич, советский и российский композитор (ум. 2023).
- 7 мая — Энтони Хьюиш, английский радиоастроном, лауреат Нобелевской премии 1974 г (ум. 2021).
- 12 мая — Александр Есенин-Вольпин, математик, правозащитник, сын поэта Сергея Александровича Есенина и поэтессы и переводчицы Надежды Давыдовны Вольпин (ум. 2016).
- 16 мая — Дауда Кайраба Джавара, первый президент Гамбии (1970—1994) (ум. 2019).
- 18 мая — Джино Доне Паро, итальянский революционер-интернационалист (ум. 2008).
- 21 мая — Борис Львович Васильев, советский и российский писатель (ум. 2013).
- 22 мая — Шарль Азнавур, французский шансонье и актёр (ум. 2018).
- 27 мая (др. данные — 1 января) — Франсиско Маси́ас Нге́ма Бийо́го Ньеге Ндонг — первый президент Экваториальной Гвинеи (ум. 1979).

### Июнь
- 9 июня — Георгий Куликов, актёр театра и кино (ум. 1995).
- 12 июня — Буш, Джордж Герберт Уокер, 41-й Президент США (1989—1993) (ум. 2018).
- 14 июня — Владимир Солоухин, русский советский писатель (ум. 1997).
- 15 июня — Эзер Вейцман, президент Израиля с 1993 по 2000 (ум. 2005).
- 19 июня — Василь Владимирович Быков, белорусский писатель и общественный деятель, участник Великой Отечественной войны (ум. 2003).
- 20 июня — Чет Аткинс, влиятельный американский гитарист, продюсер и звукорежиссёр (ум. 2001).
- 28 июня — Вадим Абрамович Сидур, советский художник и скульптор (ум. 1986).

### Июль
- 4 июля — Эва Мари Сейнт, американская киноактриса (В порту, К северу через северо-запад, Исход), обладательница премии Оскар за 1955 год.
- 17 июля — Нина Александровна Алёшина, советский архитектор, проектировщик и строитель наземных и подземных объектов Московского метрополитена (ум. 2012).
- 20 июля — Татьяна Михайловна Лиознова, советский кинорежиссёр, народная артистка СССР (ум. 2011).
- 28 июля — Сергей Сергеевич Алексеев, российский правовед (ум. 2013).

### Август
- 1 августа — Абдалла, король Саудовской Аравии (ум. 2015).
- 2 августа — Виктор Иванович Иванов, советский и российский живописец, Народный художник СССР.
- 10 августа — Жан-Франсуа Лиотар, французский философ и теоретик литературы (ум. 1998).
- 23 августа — Роберт Солоу, американский экономист, лауреат Нобелевской премии за 1987 год (ум. 2023).

### Сентябрь
- 4 сентября — Евгения Васильевна Алтухова, оперная певица, Народная артистка РСФСР.
- 4 сентября — Эмиль Григорьевич Верник, главный режиссёр литературно-драматического вещания Всесоюзного радио (1969—2002) (ум. 2021).
- 12 сентября — Амилкар Кабрал, руководитель борьбы за независимость Гвинеи-Бисау, генеральный секретарь партии ПАИГК (ум. 1973).
- 17 сентября — Хаким Каримович Зарипов, узбекский наездник-джигит, Народный артист СССР (1980) (ум. в 2023).
- 28 сентября — Марчелло Мастроянни, итальянский актёр (ум. 1996).
- 30 сентября — Труман Капоте, американский писатель (ум. 1984).

### Октябрь
- 1 октября — Джимми Картер, 39-й президент США (1977—1981), от Демократической партии (ум. 2024).
- 15 октября — Бердибек Сокпакбаев, советский казахский детский писатель, поэт, сценарист (ум. 2011).
- 19 октября — Любомир Штроугал, премьер-министр Чехословакии в 1970—1988 (ум. 2023).
- 28 октября — Овидий Александрович Горчаков, советский разведчик, писатель и сценарист (ум. 2000).

### Ноябрь
- 3 ноября — Леонид Генрихович Зорин, русский драматург и сценарист (Покровские ворота) (ум. 2020).
- 8 ноября — Дмитрий Тимофеевич Язов, советский военачальник, последний Маршал Советского Союза (1990), министр обороны СССР, член ГКЧП (ум. 2020).
- 10 ноября — Михаил Фёдорович Решетнёв, советский конструктор, академик АН СССР, руководитель разработок космических систем (ум. 1996).
- 21 ноября — Кристофер Толкин, английский писатель и лингвист, сын и наследник Дж. Р. Р. Толкина (ум. 2020).
- 25 ноября — Такааки Ёсимото, японский критик, поэт, публицист и философ (ум. 2012).

### Декабрь
- 5 декабря — Владимир Иванович Долгих, советский государственный деятель, член ЦК КПСС (1971—1989), депутат Государственной думы (2011—2013), член Совета Федерации (2013—2018), дважды Герой Социалистического Труда (1965, 1984) (ум. 2020).
- 5 декабря — Иван Андреевич Слухай, ветеран Великой Отечественной войны, почётный гражданин Москвы (ум. 2025).
- 14 декабря — Радж Капур, индийский актёр, режиссёр и сценарист (ум. 1988).
- 24 декабря — Виктор Иванович Балашов, диктор Всесоюзного радио (с 1944 года), участник Великой Отечественной войны (ум. 2021).

## Скончались
См. также: Категория:Умершие в 1924 году
- 21 января — Владимир Ульянов (Ленин), лидер ВКП(б) и правитель РСФСР, а затем СССР с 1917 по 1924 годы.
- 3 февраля — Вудро Вильсон, 28-й президент США.
- 17 апреля — Богдо-гэгэн VIII, последний хан Монголии.
- 22 апреля — Мария Валанда Марамис, национальный герой Индонезии.
- 3 июня — Франц Кафка, чешский философ и писатель.
- 28 июня — Иоганн Никель, немецкий и польский католический теолог и педагог; доктор богословия.
- 3 августа — Джозеф Конрад, английский писатель польского происхождения (род. 1857).
- 9 сентября — Мамун Аль Рашид Перкаса Аламья, индонезийский правитель, султан Дели (1873—1924)
- 29 октября — Фрэнсис Бернетт, английская писательница и драматург (род. 1849).

## Нобелевские премии
- Физика — Манне Сигбан — «Открытия и исследования в области рентгеновской спектроскопии».
- Химия — премия не присуждалась.
- Медицина и физиология — Эйнтховен, Виллем — «За открытие механизма электрокардиограммы».
- Литература — Владислав Станислав Реймонт — «За выдающийся национальный эпос — роман „Мужики“».
- Премия мира — премия не присуждалась.